# بلوپاشینو
بلوپاشینو (به لاتین: Belopashino) یک منطقهٔ مسکونی در روسیه است که در استان آرخانگلسک واقع شده‌است.